# Julien Dillens
Julien Dillens, belgijski kipar, * 8. junij 1849, † 24. december 1904.